# Leilía

## Historia
Según cuentan ellas mismas, cuando empezaron "no había grupos de cantareiras por ningún sitio". Leilía fue uno de los primeros grupos de Galicia que se lanzaron a recorrer las aldeas recopilando canciones tradicionales de boca de los ancianos del lugar, y la primera agrupación de cantareiras que empezó a dar conciertos en bares y pubs.
El grupo comenzó recuperando melodías y coplas tradicionales gallegas, que publicaron en su disco homónimo de debut, con gran éxito de crítica y público. En los discos posteriores, han ido mezclando esa inspiración inicial con sonidos más modernos, temáticas actuales y arreglos musicales más elaborados.
Gracias a colaboraciones con otros artistas consagrados como Milladoiro, Xosé Manuel Budiño o Bleizi-Ruz, incluidos en el recopilatorio publicado con motivo del 15 aniversario del grupo (Son de Leilía, 2005), así como a sus múltiples actuaciones a lo largo de los años (entre otras, en 2000, 2006 y 2010 en Ortigueira), gozan de popularidad y respeto tanto dentro como fuera de sus fronteras.
En sus más de treinta años de trayectoria, en los que han llevado la música oral gallega por la geografía nacional e internacional, han recibido numerosos premios y reconocimientos entre los que cabe destacar: 
Premio FADEMUR y Diputación da Coruña por su aportación a la cultura, la lengua y las artes, 2021. 
Premio «Cornamusa» do Festival Atlántica, 2019.
Premio «Rebulir» da Cultura Galega,2016.
Premio “Gallego del Año” en reconocimiento a su trayectoria. El Correo Gallego, 2013.
Premio de la Academia de las Artes y de las Ciencias de la Música a la mejor canción en gallego por el tema “Pedras contra tanques”, 2004.
Premio “Galicia en Feminino”. Junta de Galicia, 2001.
Premio AGAPI á mellor banda sonora por “A Rosa de Pedra”, 1999.
Premio Mejor espectáculo Europeo a “Hent Sant Jaquez”. European Forum Woldwide Music Festivals, 1993.
Premio “Certamen de Jóvenes Intérpretes” INJUVE”, 1992.
Mejor grupo folc-tradicional “II Mostra Cidade Vella” Santiago de Compostela, 1991.

## Miembros
Ana Rodríguez, Patricia Segade, Mercedes Rodríguez, Montse Rivera, Felisa Segade y Rosario Rodríguez: voz y panderetas

## Discografía
- 1994 - Leilía
- 1998 - I é verdade, i é mentira
- 2003 - Madama
- 2005 - Son de Leilía (recopilatorio)
- 2011 - Consentimento